# Association maçonnique internationale
Pour les articles homonymes, voir AMI.
L'Association maçonnique internationale (AMI), fondée en 1921 et dissoute en 1950, est un regroupement international d'obédiences maçonniques.

## Histoire

### Les prémices
En 1889, le Grand Orient de France propose de créer une fédération maçonnique internationale. C'est chose faite en 1902 lors du congrès maçonnique international de Genève. L'année suivante, un bureau international des relations maçonniques est ouvert à Neuchâtel en Suisse et placé sous la direction d'Édouard Quartier-la-Tente qui était alors grand maître de la Grande Loge suisse Alpina (GLSA). Pris dans la tourmente de la Première Guerre mondiale, le bureau doit cesser ses activités, il est dissout en 1920.

### La fondation et extension
En octobre 1921, lors du convent de Genève sous la présidence d'Isaac Reverchon, grand maître de la GLSA, les obédiences du courant libéral se retrouvent pour fonder une nouvelle organisation : l'Association maçonnique internationale. Son but est de maintenir les relations existantes entre les grandes loges, de les développer et d'en créer de nouvelles. Parmi les fondateurs, on trouve la GLSA, le Grand Orient de France, la Grande Loge de New York, la Grande Loge de France, les Grands Orients de Belgique, d'Italie et des Pays-Bas. À l’exception de la Grande Loge de New-York, la plupart des obédiences se situent dans l'espace européen et font partie du courant sociétal progressiste. Selon l'historien Yves Hivert-Messeca en 1923, l'association compte 23 obédiences dont 14 européennes, en 1924, sept nouvelles adhésions sont enregistrées dont cinq venant d’Amérique latine et deux nouvelles d'Europe portant à trente son effectif. Entre 1927 et 1934 onze nouvelles obédiences dont trois grandes loges mexicaines viennent grossir les effectifs qui atteignent leur maximum cette année-là,.

### L'engagement
De 1927 à 1930, l'AMI est placée sous la présidence du français Arthur Groussier, président du Conseil de l'ordre du Grand Orient de France[réf. nécessaire].
Dans les années 1930, l'AMI participe aux mobilisations des maçons. Le 6 mai 1933 lors du congrès de Bruxelles elle lance un appel à toutes les loges et les grandes loges du monde pour protester contre la montée du nazisme en Allemagne et les appelle à : « s’unir pour assurer le respect des principes de liberté et de dignité humaines qui sont l’honneur de notre civilisation ».[réf. nécessaire]
Pendant la Seconde Guerre mondiale l'AMI transfère son bureau de Genève à Lisbonne et déploie sans succès des efforts politiques pour convaincre les gouvernements anglais et américain de ne pas reconnaître le régime de Franco, mais de travailler à la reconstruction d'une Espagne démocratique et libérale (monarchiste ou républicaine).

### La dissolution
Après la Seconde Guerre mondiale, la Grande Loge unie d'Angleterre, à la tête du courant de la maçonnerie dite régulière, somme la GLSA de rompre ses relations avec la maçonnerie dite libérale. En conséquence, en 1950, l'obédience helvétique s’exécute et dissout l'AMI.